# René Derhy
Ne doit pas être confondu avec Dhéry.
 (avril 2019).
 (mai 2019).
René Derhy parfois abrégé en Derhy est une marque française de prêt-à-porter crée en 1969 par René et Yvette Derhy.

## Histoire
La marque René Derhy est créée en 1969.
D'abord influencée par les Kurta de Gandhi, la Maison sous la direction de Yvette Derhy , adaptera le savoir faire indien aux vêtements de mode contemporaine.
En 1980, la maison décide de créer un studio de création interne. Claudie Pierlot deviendra l’une des premières stylistes du studio.
Les années 1980 sont la période de l'expansion national de la maison, avec l’ouverture de boutiques au sein du Printemps et des Galeries Lafayette et en propre. D' autres créateurs collaborerons avec la marque. Parmi eux : Martine Sitbon, les stylistes Erotokritos en 2000, le couple E2 : Olivier  et Michèle Chatenet, Céline Méteil lauréate du Festival international de mode et de photographie à Hyères en 2011 ou encore Manish Arora.
En 2000, la marque commence une nouvelle étape de son développement marquée par l’internationalisation et raccourci son nom en passant de René Derhy à Derhy.
En 2008, Derhy développe son site de vente en ligne.
En 2015, Olivia Derhy, petite-fille d’Yvette Derhy et fille de Serge Derhy, lance la marque Atelier D avec une capsule dévoilée lors du salon Who's Next et présentée dans le showroom de la maison-mère. 
En 2018, la maison lance une nouvelle marque : Atelier D qui accueille la styliste Colombine Jubert, diplômée de la Central Saint Martins College of Art and Design de Londres.